# Pulmonaria helvetica
 (janvier 2021).
Le contenu est difficilement compréhensible vu les erreurs de traduction, qui sont peut-être dues à l'utilisation d'un logiciel de traduction automatique.
Espèce
Pulmonaria helvetica est une espèce endémique étroite décrite dans une zone restreinte de la Suisse entièrement recouverte de glace lors du dernier maximum glaciaire. 
Cette espèce présente un nombre original de chromosomes (2 n = 24) et des traits morphologiques évocateurs d'une origine hybride.
Cette variété est présente au jardin botanique de Genève.

## Distribution
Cet article étudie l'origine de Pulmonaria helvetica :
L'hybridation apparaît comme un processus majeur ayant favorisé l'origine postglaciaire du Pulmonaria helvetica endémique étroit, suggérant la spéciation hybride comme un processus efficace qui produit rapidement de nouvelles espèces sous les changements climatiques.
Pulmonaria helvetica a été mis en évidence comme une espèce génétiquement homogène distincte des taxons coexistants. Conformément à un scénario de spéciation hybride, il a présenté des preuves claires d'un mélange équilibré entre Pulmonaria officinalis et Pulmonaria mollis.
La modélisation comparative de niche a indiqué des différences écologiques non significatives entre Pulmonaria helvetica et ses progéniteurs, soutenant les facteurs intrinsèques résultant de l'hybridation comme principaux moteurs de la spéciation.